# Gochnatia ekmanii
Gochnatia ekmanii là một loài thực vật có hoa trong họ Cúc. Loài này được (Urb.) Jervis & Alain mô tả khoa học đầu tiên năm 1960.